# Charles Bradley Huff
Charles Bradley ("Brad") Huff (Fair Grove, Missouri, 5 februari 1979) is een Amerikaans voormalig wielrenner die zijn carrière beëindigde bij Rally Cycling.

## Baanwielrennen

### Palmares
| Jaar | AK                               | P-AK               | WK     | Overig |
| ---- | -------------------------------- | ------------------ | ------ | ------ |
| 2004 | Ploegkoers                       |                    |        |        |
| 2005 | Achtervolging                    | Achtervolging      |        |        |
| 2006 | Ploegenachtervolging, Ploegkoers |                    |        |        |
| 2007 | Ploegenachtervolging             | Omnium, Ploegkoers | Omnium |        |
| 2008 | Ploegenachtervolging             |                    |        |        |

## Wegwielrennen

### Overwinningen
2008
3e en 5e etappe Ronde van Hainan
2010
3e etappe Ronde van Hainan
2016
Proloog Ronde van Guadeloupe

## Ploegen
- 2006 –  Team TIAA-CREF
- 2007 –  Team Slipstream
- 2008 –  Jelly Belly Cycling Team
- 2009 –  Jelly Belly Cycling Team
- 2010 –  Jelly Belly presented by Kenda
- 2011 –  Jelly Belly Cycling
- 2012 –  Jelly Belly Cycling
- 2013 –  Jelly Belly p/b Kenda
- 2014 –  Optum p/b Kelly Benefit Strategies
- 2015 –  Optum p/b Kelly Benefit Strategies
- 2016 –  Rally Cycling
- 2017 –  Rally Cycling
- 2018 –  Rally Cycling

Butterfield ·
Caldwell ·
Cozza ·
Creed · 
Donald ·
Duggan ·
Duijn ·
Euser ·
Friedman ·
Frischkorn ·
Howes ·
Huff ·
Johnson ·
Lange ·
Lewis ·
MacGregor ·
McCarty ·
Parisien ·
Pate ·
Patour ·
Peterson ·
Tolleson ·
Martin (stagiair) ·
Stetina (stagiair) 
Anderson · Anthony · Britton · Carpenter · Dal-Cin · de Vos · Ellsay · Huff · Huffman · Joyce · Magner · McNulty · Murphy · Oronte · Pate · Young